# Skilanglauf-Scandinavian-Cup 2018/19
Der Skilanglauf-Scandinavian-Cup 2018/19 war eine von der FIS organisierte Wettkampfserie, die zum Unterbau des Skilanglauf-Weltcups 2018/19 gehörte. Sie begann am 14. Dezember 2018 in Östersund und endete am 3. März 2019 in Madona. Die Gesamtwertung der Männer gewann Mattis Stenshagen; bei den Frauen wurde Anne Kjersti Kalvå Erste in der Gesamtwertung.

## Männer

### Resultate
| 1. Scandinavian Cup in Östersund, 14. bis 16. Dezember 2018 | 1. Scandinavian Cup in Östersund, 14. bis 16. Dezember 2018 | 1. Scandinavian Cup in Östersund, 14. bis 16. Dezember 2018 | 1. Scandinavian Cup in Östersund, 14. bis 16. Dezember 2018 | 1. Scandinavian Cup in Östersund, 14. bis 16. Dezember 2018 |
| ----------------------------------------------------------- | ----------------------------------------------------------- | ----------------------------------------------------------- | ----------------------------------------------------------- | ----------------------------------------------------------- |
| Datum                                                       | Disziplin                                                   | Erster Platz                                                | Zweiter Platz                                               | Dritter Platz                                               |
| 14. Dezember 2018                                           | Sprint klassisch                                            | Pål Trøan Aune                                              | Torgeir Sulen Hovland                                       | Erik Valnes                                                 |
| 15. Dezember 2018                                           | 15 km klassisch                                             | Wettbewerb abgesagt.                                        | Wettbewerb abgesagt.                                        | Wettbewerb abgesagt.                                        |
| 16. Dezember 2018                                           | 15 km Freistil                                              | Daniel Rickardsson                                          | Daniel Stock                                                | Harald Østberg Amundsen                                     |

| 2. Scandinavian Cup in Vuokatti, 4. bis 6. Januar 2019 | 2. Scandinavian Cup in Vuokatti, 4. bis 6. Januar 2019 | 2. Scandinavian Cup in Vuokatti, 4. bis 6. Januar 2019 | 2. Scandinavian Cup in Vuokatti, 4. bis 6. Januar 2019 | 2. Scandinavian Cup in Vuokatti, 4. bis 6. Januar 2019 |
| ------------------------------------------------------ | ------------------------------------------------------ | ------------------------------------------------------ | ------------------------------------------------------ | ------------------------------------------------------ |
| Datum                                                  | Disziplin                                              | Erster Platz                                           | Zweiter Platz                                          | Dritter Platz                                          |
| 4. Januar 2019                                         | Sprint Freistil                                        | Erik Valnes                                            | Sondre Turvoll Fossli                                  | Håvard Solås Taugbøl                                   |
| 5. Januar 2019                                         | 15 km klassisch                                        | Iivo Niskanen                                          | Mattis Stenshagen                                      | Alexei Tscherwotkin                                    |
| 6. Januar 2019                                         | 30 km Freistil Massenstart                             | Mattis Stenshagen                                      | Jan Thomas Jenssen                                     | Alexei Tscherwotkin                                    |

| 3. Scandinavian Cup in Madona, 1. bis 3. März 2019 | 3. Scandinavian Cup in Madona, 1. bis 3. März 2019 | 3. Scandinavian Cup in Madona, 1. bis 3. März 2019 | 3. Scandinavian Cup in Madona, 1. bis 3. März 2019 | 3. Scandinavian Cup in Madona, 1. bis 3. März 2019 |
| -------------------------------------------------- | -------------------------------------------------- | -------------------------------------------------- | -------------------------------------------------- | -------------------------------------------------- |
| Datum                                              | Disziplin                                          | Erster Platz                                       | Zweiter Platz                                      | Dritter Platz                                      |
| 1. März 2019                                       | Sprint Freistil                                    | Gjøran Tefre                                       | Mattis Stenshagen                                  | Erik Valnes                                        |
| 2. März 2019                                       | 10 km klassisch                                    | Daniel Stock                                       | Mattis Stenshagen                                  | Martin Løwstrøm Nyenget                            |
| 3. März 2019                                       | 15 km Verfolgung Freistil                          | Jørgen Sæternes Ulvang                             | Johan Hoel                                         | Ole Jørgen Bruvoll                                 |
| 1.–3. März 2019                                    | Gesamtwertung Minitour                             | Martin Løwstrøm Nyenget                            | Mattis Stenshagen                                  | Gjøran Tefre                                       |

### Gesamtwertung Männer
| Rang | Name                      | Punkte |
| ---- | ------------------------- | ------ |
| 1.   | Mattis Stenshagen         | 399    |
| 2.   | Daniel Stock              | 284    |
| 3.   | Harald Østberg Amundsen   | 259    |
| 4.   | Martin Løwstrøm Nyenget   | 253    |
| 5.   | Erik Valnes               | 248    |
| 6.   | Gjøran Tefre              | 241    |
| 7.   | Johan Hoel                | 228    |
| 8.   | Erland Kvisle             | 210    |
| 9.   | Gaute Kvåle               | 203    |
| 10.  | Pål Trøan Aune            | 184    |
| 11.  | Mikael Gunnulfsen         | 173    |
| 12.  | Jan Thomas Jenssen        | 172    |
| 13.  | Ole Jørgen Bruvoll        | 164    |
| 14.  | Thomas Bucher-Johannessen | 152    |

| Rang | Name                   | Punkte |
| ---- | ---------------------- | ------ |
| 15.  | Jørgen Sæternes Ulvang | 132    |
| 16.  | Johan Häggström        | 123    |
| 17.  | Pål Golberg            | 120    |
| 18.  | Karstein Johaug Jr.    | 117    |
| 19.  | Joachim Aurland        | 114    |
| 20.  | Mathias Rundgreen      | 113    |
| 21.  | Magnus Stensås         | 110    |
| 22.  | Petter Stakston        | 106    |
| 23.  | Eirik Sverdrup Augdal  | 104    |
| 24.  | Alexei Tscherwotkin    | 96     |
| 25.  | Johan Tjelle           | 94     |
| 26.  | Fredrik Riseth         | 92     |
| 27.  | Vebjørn Hegdal         | 85     |
| 28.  | Eirik Mysen            | 82     |

| Rang | Name                  | Punkte |
| ---- | --------------------- | ------ |
| 29.  | Even Northug          | 76     |
| 30.  | Gustaf Berglund       | 74     |
| 31.  | Marcus Ruus           | 68     |
| 32.  | Karl-Johan Westberg   | 66     |
| 33.  | Jens Burman           | 65     |
| 33.  | Björn Sandström       | 65     |
| 35.  | Lauri Vuorinen        | 61     |
| 36.  | Iivo Niskanen         | 60     |
| 36.  | Daniel Rickardsson    | 60     |
| 36.  | Torgeir Sulen Hovland | 60     |
| 39.  | Harald Astrup Arnesen | 58     |
| 39.  | Gustav Nordström      | 58     |
| 39.  | Juuso Haarala         | 58     |

## Frauen

### Resultate
| 1. Scandinavian Cup in Östersund, 14. bis 16. Dezember 2018 | 1. Scandinavian Cup in Östersund, 14. bis 16. Dezember 2018 | 1. Scandinavian Cup in Östersund, 14. bis 16. Dezember 2018 | 1. Scandinavian Cup in Östersund, 14. bis 16. Dezember 2018 | 1. Scandinavian Cup in Östersund, 14. bis 16. Dezember 2018 |
| ----------------------------------------------------------- | ----------------------------------------------------------- | ----------------------------------------------------------- | ----------------------------------------------------------- | ----------------------------------------------------------- |
| Datum                                                       | Disziplin                                                   | Erster Platz                                                | Zweiter Platz                                               | Dritter Platz                                               |
| 14. Dezember 2018                                           | Sprint klassisch                                            | Anna Svendsen                                               | Anne Kjersti Kalvå                                          | Anna Dyvik                                                  |
| 15. Dezember 2018                                           | 10 km klassisch                                             | Wettbewerb abgesagt.                                        | Wettbewerb abgesagt.                                        | Wettbewerb abgesagt.                                        |
| 16. Dezember 2018                                           | 10 km Freistil                                              | Astrid Øyre Slind                                           | Linn Sömskar                                                | Moa Molander Kristiansen                                    |

| 2. Scandinavian Cup in Vuokatti, 4. bis 6. Januar 2019 | 2. Scandinavian Cup in Vuokatti, 4. bis 6. Januar 2019 | 2. Scandinavian Cup in Vuokatti, 4. bis 6. Januar 2019 | 2. Scandinavian Cup in Vuokatti, 4. bis 6. Januar 2019 | 2. Scandinavian Cup in Vuokatti, 4. bis 6. Januar 2019 |
| ------------------------------------------------------ | ------------------------------------------------------ | ------------------------------------------------------ | ------------------------------------------------------ | ------------------------------------------------------ |
| Datum                                                  | Disziplin                                              | Erster Platz                                           | Zweiter Platz                                          | Dritter Platz                                          |
| 4. Januar 2019                                         | Sprint Freistil                                        | Johanna Hagström                                       | Moa Lundgren                                           | Anne Kjersti Kalvå                                     |
| 5. Januar 2019                                         | 10 km klassisch                                        | Frida Karlsson                                         | Anne Kjersti Kalvå                                     | Jana Kirpitschenko                                     |
| 6. Januar 2019                                         | 20 km Freistil Massenstart                             | Frida Karlsson                                         | Anne Kjersti Kalvå                                     | Eveliina Piippo                                        |

| 3. Scandinavian Cup in Madona, 1. bis 3. März 2019 | 3. Scandinavian Cup in Madona, 1. bis 3. März 2019 | 3. Scandinavian Cup in Madona, 1. bis 3. März 2019 | 3. Scandinavian Cup in Madona, 1. bis 3. März 2019 | 3. Scandinavian Cup in Madona, 1. bis 3. März 2019 |
| -------------------------------------------------- | -------------------------------------------------- | -------------------------------------------------- | -------------------------------------------------- | -------------------------------------------------- |
| Datum                                              | Disziplin                                          | Erster Platz                                       | Zweiter Platz                                      | Dritter Platz                                      |
| 1. März 2019                                       | Sprint Freistil                                    | Moa Lundgren                                       | Linn Svahn                                         | Emma Ribom                                         |
| 2. März 2019                                       | 5 km klassisch                                     | Johanna Hagström                                   | Lisa Vinsa                                         | Elina Rönnlund                                     |
| 3. März 2019                                       | 10 km Verfolgung Freistil                          | Anne Kjersti Kalvå                                 | Moa Lundgren                                       | Lisa Vinsa                                         |
| 1.–3. März 2019                                    | Gesamtwertung Minitour                             | Moa Lundgren                                       | Emma Ribom                                         | Johanna Hagström                                   |

### Gesamtwertung Frauen
| Rang | Name                     | Punkte |
| ---- | ------------------------ | ------ |
| 1.   | Anne Kjersti Kalvå       | 407    |
| 2.   | Johanna Hagström         | 335    |
| 3.   | Moa Lundgren             | 314    |
| 4.   | Emma Ribom               | 240    |
| 5.   | Julie Myhre              | 221    |
| 6.   | Lisa Vinsa               | 209    |
| 6.   | Elina Rönnlund           | 209    |
| 8.   | Moa Olsson               | 200    |
| 9.   | Tiril Liverud Knudsen    | 195    |
| 10.  | Frida Karlsson           | 194    |
| 11.  | Anna Dyvik               | 187    |
| 12.  | Hedda Østberg Amundsen   | 184    |
| 13.  | Moa Molander Kristiansen | 181    |
| 14.  | Marte Mæhlum Johansen    | 179    |

| Rang | Name                    | Punkte |
| ---- | ----------------------- | ------ |
| 15.  | Emilie Fleten           | 168    |
| 16.  | Mathilde Myhrvold       | 146    |
| 17.  | Marte Skaanes           | 140    |
| 18.  | Amalie Håkonsen Ous     | 135    |
| 19.  | Emma Wiken              | 129    |
| 20.  | Andrea Julin            | 100    |
| 21.  | Martine Lorgen Øvrebust | 98     |
| 22.  | Johanne Hauge Harviken  | 97     |
| 23.  | Rebecca Öhrn            | 96     |
| 24.  | Anna Svendsen           | 92     |
| 24.  | Linn Svahn              | 92     |
| 24.  | Patrīcija Eiduka        | 92     |
| 27.  | Jennie Öberg            | 86     |
| 28.  | Linn Sömskar            | 83     |

| Rang | Name                    | Punkte |
| ---- | ----------------------- | ------ |
| 29.  | Ane Appelkvist Stenseth | 81     |
| 30.  | Eveliina Piippo         | 79     |
| 30.  | Sofia Henriksson        | 79     |
| 32.  | Ida Lindkvist           | 78     |
| 33.  | Jana Kirpitschenko      | 77     |
| 33.  | Johanna Matintalo       | 77     |
| 35.  | Alicia Persson          | 78     |
| 36.  | Marthe Bjørnsgaard      | 71     |
| 37.  | Mariel Merlii Pulles    | 61     |
| 38.  | Astrid Øyre Slind       | 60     |
| 39.  | Anna Grukhvina          | 59     |
| 39.  | Anniken Jørgensen       | 59     |